# Munții Măcinului (sit SCI)
Munții Măcinului este o arie protejată (sit de importanță comunitară — SCI) din România, desemnată în scopul protejării biodiversității și menținerii într-o stare de conservare favorabilă a florei spontane și faunei sălbatice, precum și a habitatelor naturale de interes comunitar aflate în arealul zonei de protecție. Aceasta se întinde pe o suprafață de 16.926,6 ha, integral pe uscat.

## Localizare
Situl se întinde pe teritoriile administrative ale comunelor Cerna, Greci, Hamcearca, Jijila, Luncavița, Măcin și Turcoaia din județul Tulcea. Centrul sitului Munții Măcinului este situat la coordonatele 45°09′19″N 28°18′13″E / 45.155361°N 28.303483°E.

## Înființare
Situl Munții Măcinului (ROSCI0123) a fost declarat sit de importanță comunitară în decembrie 2007 pentru a proteja 21 de specii faunistice (16) și floristice (5). Situl include ariile naturale: Parcul Național Munții Măcinului și Pădurea Valea Fagilor.

## Biodiversitate
Situată în ecoregiunea stepică a Podișului Dobrogei, aria protejată conține 10 habitate naturale: Stepe și mlaștini sărăturate panonice, Tufărișuri de foioase ponto-sarmatice, Stepe ponto-sarmatice, Stânci silicioase cu vegetație pionieră de Sedo-Scleranthion sau Sedo albi-Veronicion dillenii, Grote neexploatate turistic, Păduri estice de stejar alb, 	Vegetație de silvostepă eurosiberiană cu Quercus spp, Păduri panonice-balcanice de stejar turcesc, Păduri de fag dobrogene și 'Păduri dacice de stejar și carpen.
La baza desemnării sitului se află 16 specii de animale aflate pe lista roșie a IUCN și 5 specii de plante protejate la nivel european prin Directiva CE 92/43/CE din 21 mai 1992 (privind conservarea habitatelor naturale și a speciilor de faună și floră sălbatică); astfel:
- amfibieni (1): buhai de baltă cu burtă roșie (Bombina bombina);
- mamifere (6):  hamster românesc (Mesocricetus newtoni), dihor de stepă (Mustela eversmannii), dihor pătat (Vormela peregusna),  popândău european (Spermophilus citellus), liliacul cu urechi de șoarece (Myotis blythii), liliac mare cu potcoavă (Rhinolophus ferrumequinum);[7]
- reptile (2): balaur mare (Elaphe sauromates]), țestoasa dobrogeană de uscat (Testudo graeca);
- nevertebrate (7): croitorul mare al stejarulu (Cerambyx cerdo)[8], rădașcă (Lucanus cervus), croitor cenușiu (Morimus asper funereus), gândacul sihastru (Osmoderma eremita Complex), fluturele flitirar (Euphydryas maturna), fluturele tigru (Euplagia quadripunctaria), fluturele purpuriu (Lycaena dispar);
- plante (5): turiță (Agrimonia pilosa), clopoțel dobrogean (Campanula romanica), o orhidee din specia Himantoglossum jankae, merineană (Moehringia jankae), capul șarpelui (Pontechium maculatum subsp. maculatum).

Pe lângă speciile protejate aflate la baza desemnării sitului, pe teritoriul acestuia au mai fost identificate 85 specii din flora spontană și fauna sălbatică a României.